# Période de sûreté en droit français
Pour un article plus général, voir Période de sûreté.
Ne doit pas être confondu avec la rétention de sûreté.
La période de sûreté est, en droit pénal français, une durée associée à une peine de réclusion ou d'emprisonnement durant laquelle le condamné ne peut bénéficier d'aucun aménagement de peine (tel qu'un placement en semi-liberté ou une libération conditionnelle). Cette période de sûreté peut aller jusqu'à deux tiers de la durée de la peine pour une peine à temps, jusqu'à 22 ans dans le cas d'une peine criminelle à perpétuité, peut être portée à 30 ans par décision spéciale de la cour d'assises pour certains crimes et peut être illimitée dans le cas des quatre crimes passibles de la perpétuité incompressible.
Les différents détails sont fixés par les articles 720-2 à 720-5 du code de procédure pénale, avec des cas particuliers (comme l'assassinat de mineur de 15 ans précédé d'un viol) couverts notamment dans les articles 221-3, 221-4 ou 421-7.
Les réductions de peine accordées pendant la période de sûreté ne sont imputées que sur la partie de la peine excédant cette durée. La période de sûreté n'est pas applicable aux mineurs.
La période de sûreté a été introduite par la loi du 22 novembre 1978 par le troisième gouvernement de Raymond Barre, dont le ministre de la Justice était Alain Peyrefitte. La réforme du code pénal de 1994 a augmenté le nombre d'infractions pouvant être assorties d'une période de sûreté et a instauré la période de sûreté incompressible dite « perpétuité réelle ».
Cette mesure est le sujet de nombreuses controverses. Des auteurs de doctrine y voient une forte limite à l'appréciation des juges d'application des peines ou encore un allongement abusif de la réclusion criminelle. Elle ne participerait également pas à favoriser la réinsertion du détenu qui n'a aucune raison de faire des efforts.

## Période de sûreté obligatoire et facultative
La période de sûreté est obligatoire (et s'applique automatiquement même si la juridiction qui condamne ne la mentionne pas) si les deux conditions suivantes sont réunies :
- L'infraction commise par le condamné doit faire partie d'une liste prévue par le code pénal ;
- La condamnation prononcée par la juridiction (cour d'assises, cour d'appel ou tribunal correctionnel) doit être supérieure ou égale à dix ans de réclusion ferme sans sursis assorti.

Si une peine de réclusion criminelle à perpétuité est encourue, une période de sûreté est presque toujours prévue par le code pénal.
La période de sûreté est facultative pour n'importe quelle infraction lorsque la peine prononcée est supérieure à cinq ans sans sursis.

## Durée de la période de sûreté
Lorsqu'il est précisé dans l'article prohibant un crime ou un délit puni d'au moins dix ans de prison (hors perpétuité) que les deux premiers alinéas de cet article 132-23 lui sont applicables, la période de sûreté est la moitié de la peine, à moins que la cour ou le tribunal ne décide de la baisser ou de l'élever, sans pouvoir excéder les deux tiers.
Lorsqu'il n'est pas fait référence à l'article 132-23, il n'y a pas de période de sûreté, mais la cour ou le tribunal peut malgré tout en fixer une si elle prononce une peine supérieure à cinq ans, toujours sans pouvoir aller au-dessus des deux tiers. En effet, le troisième alinéa de l'article 132-23 est applicable même en l'absence de référence dans l'article prohibant une infraction.
Pour les condamnations à la perpétuité concernant certains crimes, comme l'assassinat de mineur de 15 ans précédé d'un viol ou de tortures, la durée de la période de sûreté peut être portée à 30 ans par décision spéciale de la cour d'assises.
La peine ne peut être réduite en deçà du seuil constituant la peine de sûreté[pas clair].

## Relèvement de la période de sûreté

### Principe
La possibilité de réduire, en tout ou partie, la période de sûreté est régie par l'article 720-4 du code de procédure pénale.
D'après l'article 712-7 du code de procédure pénale, le tribunal de l'application des peines est compétent pour prononcer à titre exceptionnel le relèvement total ou partiel de la période de sûreté « lorsque le condamné manifeste des gages sérieux de réadaptation sociale ».

### Procédure
Le tribunal est saisi sur demande du condamné, sur réquisitions du procureur de la République, ou à l'initiative du juge d'applications des peines.
Selon l'article 712-11 du code de procédure pénale, la décision du tribunal de l'application des peines est susceptible de recours dans un délai de dix jours devant la chambre d'application des peines de la cour d'appel compétente.
Celle-ci est composée, outre le président et les deux conseillers assesseurs, d'un responsable d'une association de réinsertion des condamnés et d'un responsable d'une association d'aide aux victimes. Par principe, elle n'entend pas le condamné. Elle peut en outre fixer un délai durant lequel toute nouvelle demande sera irrecevable, dans la limite du tiers du temps de détention restant à subir, sans excéder trois années.
La décision de la chambre de l'application des peines est susceptible d'un pourvoi non suspensif en cassation dans les cinq jours qui suivent sa notification.

## Suspension de peine pour raisons médicales
Il est possible d'accorder une suspension de peine pour raisons médicales durant la période de sûreté.
L'article 720-1-1 du code de procédure pénale permet également de libérer tout condamné si son état de santé l'exige ou s'il est en fin de vie, sauf si le risque de récidive est trop grand. Cet article instauré par la loi Kouchner sur le droit des malades a permis entre autres les libérations controversées de Joëlle Aubron et de Maurice Papon.

## Temps d'épreuve
Le temps d'épreuve ne doit pas être confondu avec la période de sûreté. Le temps d'épreuve est la durée avant laquelle il est impossible de bénéficier d'une libération conditionnelle, mais les autres aménagements de peine sont envisageables selon les conditions qui leur sont propres.
Le temps d'épreuve est automatique. Avant la loi du 15 août 2014, le temps d'épreuve était de la moitié de la peine si le condamné n'était pas en état de récidive légale. Si le condamné était récidiviste, il n'était recevable à demander sa libération conditionnelle qu'après avoir purgé les deux tiers de sa peine. 
Depuis la loi du 15 août 2014, le législateur a supprimé la dichotomie entre récidiviste et non récidiviste. Désormais, tout condamné est recevable à demander sa libération conditionnelle à mi-peine.
Le temps d'épreuve ne peut être réduit pour les peines à temps, mais si la peine est réduite, le temps d'épreuve se réduit avec. Pour les peines de réclusion criminelle à perpétuité, le temps d'épreuve peut être réduit (article 729-1 du code de procédure pénale).